# Акимовка (Каменской район)
Аки́мовка (укр. Яки́мівка) — село Каменского района Днепропетровской области Украины. Входит в Верхнеднепровскую городскую общину.
Код КОАТУУ — 1221085506. Население по переписи 2001 года составляло 244 человека.

## Географическое положение
Село Акимовка находится на берегу реки Домоткань, выше по течению на расстоянии в 1,5 км расположено село Николаевка, ниже по течению на расстоянии в 0,5 км расположено село Василевка, на противоположном берегу — село Корнило-Наталовка.